# Cynric
Cynric est le deuxième roi du Wessex. Son règne est traditionnellement daté de 534 à 560.

## Biographie
Cynric est le fils de son prédécesseur, Cerdic. Peu de choses nous sont connues de sa vie. La Chronique anglo-saxonne indique toutefois qu'il a pris Sarum, dans la région de Salisbury, en 552. Également, en 556 Cynric et son fils supposé Ceawlin livrèrent une bataille contre les Brittons à Barbury (aujourd'hui Barbury Castle).
À noter que la filiation entre Cynric et Ceawlin n'apparaît pas dans tous les manuscrits de la Chronique anglo-saxonne. Sa présence pourrait en fait être une interpolation tardive destinée à lier Ceawlin à la lignée de Cerdic. Toujours selon la Chronique, il aurait été présent aux côtés de Cerdic dès 495.

## Culture populaire
En 2004, dans le film Le Roi Arthur, Cerdic et Cynric apparaissent comme des envahisseurs saxons et sont tués, respectivement par Arthur et Lancelot, à la bataille du mont Badon. Cynric est interprété par Til Schweiger.